# Giacomo Simoncini
Giacomo Simoncini (Borgo Maggiore, 30 novembre 1994) è un politico sammarinese, capitano reggente della Repubblica di San Marino dal 1º ottobre 2021 al 1º aprile 2022 insieme a Francesco Mussoni. Eletto all’età di 27 anni, è stato, durante il suo mandato, il più giovane Capo di Stato al mondo.

## Biografia
Simoncini è nato a Borgo Maggiore il 30 novembre 1994.
Componente del Consiglio Grande e Generale, nel settembre 2021 è stato eletto per la prima volta Capitano reggente di San Marino per il semestre dal 1º ottobre 2021 al 1º aprile 2022. Fa parte del gruppo consiliare "Noi per la Repubblica".